# Festival de Charlottetown
Le Festival de Charlottetown est un festival saisonnier canadien de comédie musicale qui a lieu de la fin mai au milieu d'octobre chaque année depuis 1965.
Désigné par la cité hôte, Charlottetown, Île-du-Prince-Édouard, depuis son début, le festival a montré la plus populaire comédie musicale du Canada et la plus interprétée, Anne of Green Gables – The Musical (Anne... la maison aux pignons verts), et aussi a recherché et montré soixante-six nouvelles pièces musicales canadiennes.
Hébergé au Centre des arts de la Confédération, chaque année, le festival de Charlottetown montre certains des meilleurs interprètes du Canada, des concepteurs, des dramaturges, des compositeurs et des directeurs dans des présentations professionnelles de comédies musicales et de comédies.
Certains des directeurs artistiques au festival inclurent Mavor Moore, Alan Lund et Walter Learning. Learning a commencé une controverse énorme à travers le pays en 1987 quand il présentât la comédie musicale de Alan Bleasdale, Are You Lonesome Tonight?, un regard sévère sur la vie d'Elvis Presley. Des objections sur le langage grossier et le contenu adulte furent discutés dans la législature provinciale. Cependant, la comédie musicale fut un succès majeur pour le festival de Charlottetown et fut la seule production du festival à rivaliser Anne... la maison aux pignons verts avec ses ventes de billets durant sa première saison.

## Œuvres présentées au festival
- 1967 : Yesterday the Children were Dancing, traduction en anglais de la pièce de Gratien Gélinas, Hier, les enfants dansaient[1],[2]